# Франк Кедрю
Франк Кедрю (фр. Franck Queudrue, нар. 27 серпня 1978, Париж, Франція) — французький футболіст, що грав на позиції захисника.
Виступав, зокрема, за клуби «Ланс» та «Мідлсбро».

## Клубна кар'єра
У дорослому футболі дебютував 1997 року виступами за команду клубу «Ланс Б», в якій провів два сезони, взявши участь у 41 матчі чемпіонату. 
1999 року дебютував за першу команду Лансу, за яку відіграв наступні два сезони своєї ігрової кар'єри. Більшість часу, проведеного у складі «Ланса», був основним гравцем захисту команди.
2001 року відправився в оренду до клубу «Мідлсбро». Провівши там один сезон, підписав повноцінний контракт з англійською командою, де виступав наступні чотири сезони. Граючи у складі «Мідлсбро» здебільшого виходив на поле в основному складі команди.
Протягом 2006—2007 років захищав кольори команди клубу «Фулгем».
2007 перейшов до клубу «Бірмінгем Сіті», де провів три сезони.  
2010 року на правах оренди захищав кольори команди клубу «Колчестер Юнайтед».
З 2010 року знову, цього разу два сезони захищав кольори команди рідного для себе клубу «Ланс». 
Завершив професійну ігрову кар'єру у клубі «Ред Стар», за команду якого виступав протягом 2012—2013 років.

## Виступи за збірну
2000 року провів один матч у складі другої збірної Франції. 

## Титули і досягнення
- Володар кубка Ліги (1):

«Мідлсбро»: 2004